# Мужская сборная Туниса по баскетболу
Мужская сборная Туниса по баскетболу — национальная баскетбольная команда, представляющая Тунис на международной баскетбольной арене. К настоящему моменту 23 раз принимала участие в региональном первенстве - чемпионате Африки по баскетболу. По количеству удачных выступлений уступает традиционно сильным сборным Сенегала, Кот-д’Ивуара и Египта. В 2011 году сборная Туниса в первый раз в своей истории стала чемпионом Африки, победив в финале команду Анголы. Предыдущим успехом команды стало «серебро» на домашнем чемпионате Африки 1965 года. Также сборная завоевывала бронзовые медали розыгрышей 1970, 1974, 2009 и 2015 годов.
Несмотря на достаточно удачные выступления (сборная Туниса никогда не занимала места ниже восьмого), команде не удавалось повторить или хотя бы приблизиться к успехам 1970-х. Достаточно неожиданным стал успех 2009 года, когда команда заняла третье место на первенстве Африки. Форвард Амин Рциг по итогам розыгрыша попал в символическую сборную турнира, а команда в предварительном раунде выиграла 4 игры при двух поражениях, однако в трёх матчах сборная Туниса побеждала с разницей два или одно очко. Тунис впервые с 1974 года попал в четвертьфинал, где они с разницей в одно очко одержали победу над сборной Мали. И хотя в полуфинале Тунис проиграл Анголе, в матче за бронзовые медали был обыгран Камерун, а команда Туниса автоматически попала на чемпионат мира 2010 года в Турции. Это также было первым в истории команды попаданием на мировое первенство. Однако на чемпионате мира сборная выступила неудачно, проиграв все пять матчей в группе Б и в итоге заняла 24-е место.

## Чемпионаты Африки
| 1962 | Не участвовала | 1987 | 5-е место      | 2013   | 9-е место |
| 1964 | 4-е место      | 1989 | 8-е место      | 2015   | Бронза    |
| 1965 | Серебро        | 1992 | 7-е место      | / 2017 | Золото    |
| 1968 | Не участвовала | 1993 | 8-е место      | 2021   | Золото    |
| 1970 | Бронза         | 1995 | Не участвовала |        |           |
| 1972 | 5-е место      | 1997 | Не участвовала |        |           |
| 1974 | Бронза         | 1999 | 5-е место      |        |           |
| 1975 | 5-е место      | 2001 | 4-е место      |        |           |
| 1978 | Не участвовала | 2003 | 6-е место      |        |           |
| 1980 | Не участвовала | 2005 | 8-е место      |        |           |
| 1981 | 6-е место      | 2007 | 6-е место      |        |           |
| 1983 | Не участвовала | 2009 | Бронза         |        |           |
| 1985 | 8-е место      | 2011 | Золото         |        |           |

- Красным обозначен домашний чемпионат.

## Текущий состав
| Перейти к шаблону «Состав сборной Туниса по баскетболу» | Состав сборной Туниса по баскетболу |  |

| Поз. | №  | Имя               | Дата рождения (возраст)   | Рост   | Клуб             |
| ---- | -- | ----------------- | ------------------------- | ------ | ---------------- |
| РЗ   | 4  | Омар Абада        | 20 апреля 1993 (32 года)  | 189 см | Сен-Шамон        |
| ЛФ   | 5  | Зиед Шеннуфи      | 29 ноября 1988 (36 лет)   | 202 см | Клуб Африкен     |
| АЗ   | 7  | Мурад эль-Мабрук  | 19 октября 1986 (38 лет)  | 189 см | Нант             |
| АЗ   | 8  | Омар Мули         | 19 марта 1987 (38 лет)    | 191 см | Этуаль дю Сахель |
| ЛФ   | 9  | Мохамед Хадидан   | 27 апреля 1986 (39 лет)   | 206 см | Стад Набульен    |
| Ц    | 11 | Мохтар Гьяза      | 15 ноября 1986 (38 лет)   | 204 см | Клуб Африкен     |
| ТФ   | 12 | Макрем бен-Ромдан | 27 марта 1989 (36 лет)    | 206 см | Сен-Шамон        |
| ТФ   | 19 | Мохамед Аббасси   | 28 марта 1991 (34 года)   | 202 см | Радес            |
| АЗ   | 20 | Майкл Ролл        | 12 апреля 1987 (38 лет)   | 198 см | Милан            |
| ТФ   | 45 | Радуан Слиман     | 16 августа 1980 (44 года) | 205 см | Этуаль дю Сахель |
| Ц    | 50 | Салах Межри       | 15 июня 1986 (39 лет)     | 217 см | Даллас Маверикс  |
| РЗ   | 66 | Низар Книуа       | 8 июня 1983 (42 года)     | 189 см | Этуаль дю Сахель |